# Kwasio
Pour les articles homonymes, voir Ngoumba.
Le kwasio, aussi appelé ngumba, est une langue bantoïde méridionale du groupe makaa-njem, parlée principalement en Guinée équatoriale, également au Cameroun dans la région du Sud, le département de l'Océan, dans les arrondissements de Kribi et Lolodorf.
Le nombre total de locuteurs Ngoumba est estimé à 22 000, dont 9 000 au Cameroun (1982).